# أم كلثوم بنت عمرو الخزاعية
أم كلثوم بنت عمرو بن جدول الخزاعية زوجة عمر ابن الخطاب، ووالدة عبيد الله بن عمر. قال ابن حجر: وقع ذكرها في البخاري غير مسماة، وذكر أن عمر بن الخطاب طلقها لما نزل قوله تعالى: ﴿يَا أَيُّهَا الَّذِينَ آمَنُوا إِذَا جَاءَكُمُ الْمُؤْمِنَاتُ مُهَاجِرَاتٍ فَامْتَحِنُوهُنَّ اللَّهُ أَعْلَمُ بِإِيمَانِهِنَّ فَإِنْ عَلِمْتُمُوهُنَّ مُؤْمِنَاتٍ فَلَا تَرْجِعُوهُنَّ إِلَى الْكُفَّارِ لَا هُنَّ حِلٌّ لَهُمْ وَلَا هُمْ يَحِلُّونَ لَهُنَّ وَآتُوهُمْ مَا أَنْفَقُوا وَلَا جُنَاحَ عَلَيْكُمْ أَنْ تَنْكِحُوهُنَّ إِذَا آتَيْتُمُوهُنَّ أُجُورَهُنَّ وَلَا تُمْسِكُوا بِعِصَمِ الْكَوَافِرِ وَاسْأَلُوا مَا أَنْفَقْتُمْ وَلْيَسْأَلُوا مَا أَنْفَقُوا ذَلِكُمْ حُكْمُ اللَّهِ يَحْكُمُ بَيْنَكُمْ وَاللَّهُ عَلِيمٌ حَكِيمٌ ۝١٠﴾(الممتحنة:10). وذكرها الطبراني وسماها، وقال تزوجها بعد عمر أبو جهم ابن حذافة.